# كوكي ميتاني
كوكي ميتاني (باليابانية: 三谷 幸喜) (مواليد 8 تموز/يوليو 1961) هو كاتب مسرحي وكاتب سيناريو وممثل ومخرج أفلام ياباني. كان متزوج سابقاً من الممثلة اليابانية ساتومي كوباياشي. درس الدراما في جامعة نيهون.
في محاولة لإضافة شخصيته الخاصة إلى أفلامه، كمخرج يأخذ معظم مشاهده بنظام مشهد واحد أو لقطة واحدة، مع تحريك الكاميرا بدلاً من التقطيع. يدعي أن هذا يأتي من تجربته في المسرح، حيث لا توجد إقتطاعات. ميتاني لا يستخدم الكمبيوتر.

## الأعمال

### أفلام
| السنة | العنوان        | عمل في | عمل في        |
| السنة | العنوان        | أخراج  | كتابة سيناريو |
| ----- | -------------- | ------ | ------------- |
| 1997  | وقت الراديو    | نعم    | نعم           |
| 2008  | الساعة السحرية | نعم    | نعم           |